# Highland Falls
Highland Falls – wieś w Stanach Zjednoczonych, w stanie Nowy Jork, w hrabstwie Orange.